# BPq Alpha Delphini
O BPq Alpha Delphini é um barco de pesquisa do Instituto Oceanográfico da Universidade de São Paulo, o primeiro do tipo no Brasil. O barco foi construído num instaleiro cearense ao custo de seis milhões de reais, cedidos pela USP e FAPESP. O barco foi projetado para complementar a atuação do NOc Alpha Crucis, com capacidades semelhantes ao seu antecessor, o NOc Prof. Wladimir Besnard.
A embarcação foi batizada em 24 de junho de 2013 e inaugurada em 12 de agosto do mesmo ano. Possui 27 metros de comprimento, podendo transportar doze pesquisadores e seis tripulantes, com uma autonomia de dez a quinze dias e alcance de duzentas milhas náuticas (370,4 quilômetros).